# Österreichische Fußballmeisterschaft 1933/34
Die Österreichische Fußballmeisterschaft 1933/34 wurde vom Wiener Fußball-Verband ausgerichtet und von dessen Mitgliedern bestritten. Als Unterbau zur I. Liga diente die eingleisig geführte II. Liga. Diese Ligen waren nur für professionelle Fußballvereine zugänglich. Zudem wurden von weiteren Bundeslandverbänden Landesmeisterschaften in unterschiedlichen Modi auf Amateur-Basis ausgerichtet. Die jeweiligen Amateur-Landesmeister spielten anschließend bei der Amateurmeisterschaft ebenfalls einen Meister aus.

## I. Liga

### Allgemeines
Die Meisterschaft in der I. Liga wurde mit 12 Mannschaften bestritten, die während des gesamten Spieljahres je zweimal aufeinander trafen. Österreichischer Fußballmeister wurde die Wiener Admira, die ihren vierten Meistertitel gewann und sich so für den Mitropapokal 1934 qualifizierte.
Weiters teilnahmeberechtigt waren der Vizemeister Rapid, Meisterschaftsdritter Austria, sowie der Sieger des Mitropacups-Qualifikationsturniers, FAC. Der SV Donau Wien musste als Tabellenletzter in die II. Liga absteigen.

### Abschlusstabelle
| Pl. | Verein                   | Sp. | S  | U | N  | Tore    | Diff. | Punkte |
| --- | ------------------------ | --- | -- | - | -- | ------- | ----- | ------ |
| 1.  | SK Admira Wien (C)       | 22  | 16 | 1 | 5  | 069:410 | +28   | 33     |
| 2.  | SK Rapid Wien            | 22  | 15 | 1 | 6  | 080:340 | +46   | 31     |
| 3.  | FK Austria Wien          | 22  | 12 | 3 | 7  | 056:360 | +20   | 27     |
| 4.  | First Vienna FC 1894 (M) | 22  | 12 | 3 | 7  | 052:340 | +18   | 27     |
| 5.  | Wiener AC                | 22  | 10 | 2 | 10 | 051:640 | −13   | 22     |
| 6.  | FC Wien                  | 22  | 8  | 5 | 9  | 048:560 | −8    | 21     |
| 7.  | Floridsdorfer AC         | 22  | 6  | 7 | 9  | 037:490 | −12   | 19     |
| 8.  | Wiener Sport-Club        | 22  | 6  | 6 | 10 | 036:410 | −5    | 18     |
| 9.  | SC Wacker Wien           | 22  | 6  | 6 | 10 | 049:650 | −16   | 18     |
| 10. | SC Hakoah Wien           | 22  | 5  | 7 | 10 | 031:460 | −15   | 17     |
| 11. | FC Libertas Wien         | 22  | 5  | 6 | 11 | 035:560 | −21   | 16     |
| 12. | SV Donau Wien            | 22  | 5  | 5 | 12 | 032:540 | −22   | 15     |

### Torschützenliste
| Pl. | Tore    | Spieler           | Verein               |
| --- | ------- | ----------------- | -------------------- |
| 1   | 29 Tore | Josef Bican       | SK Rapid Wien        |
| 2.  | 22 Tore | Matthias Sindelar | FK Austria Wien      |
| 3.  | 20 Tore | Karl Zischek      | SC Wacker Wien       |
|     |         | Franz Binder      | SK Rapid Wien        |
| 5.  | 19 Tore | Josef Adelbrecht  | First Vienna FC 1894 |

siehe auch Die besten Torschützen

### Die Meistermannschaft der Wiener Admira
Rudolf Zöhrer (14), Peter Platzer (8) – Robert Pavlicek (22/2), Anton Janda (19) – Johann Urbanek (21/1), Karl Humenberger (21/3), Josef Mirschitzka (15), Johann Klima (10), Ernst Galli (1) – Leopold Vogl (17/9), Wilhelm Hahnemann (21/13), Karl Stoiber (21/6), Anton Schall (18/17), Adolf Vogl (16/11), Leopold Facco (12/5), Ignaz Sigl (1), Karl Durspekt (5/2) – Trainer: Johann Skolaut

## Qualifikationsturnier Mitropapokal

### Allgemeines
Um den vierten freien Platz zur Teilnahme für den Mitropapokal war in dieser Saison ein Qualifikationsturnier für die Vereine vier bis sieben der Abschlusstabelle ausgeschrieben. Dabei handelte es sich um eine klassische „Schnapsidee“, die nach einmaliger Austragung auch wieder eingestellt wurde. Das erste Finale zwischen dem FC Wien und dem FAC fand nämlich keinen Sieger, sodass ein weiteres Endspiel auf der Pfarrwiese organisiert werden musste, welches der FAC schließlich gewann. Zur selben Zeit begann allerdings die Weltmeisterschaft 1934 in Italien, bei der so einer der Führungsspieler der österreichischen Nationalmannschaft, Hansi Horvath, bei den ersten Spielen fehlte, da er sein FC Wien auf sein Mitwirken in diesem zweiten Finalspiel bestand. Die Idee auch kleiner Vereine im Mitropapokal mitwirken zulassen zeigte sich überdies außerdem als solche missglückt, den der FAC verlor prompt sein erstes international Spiel um den Mitropacup gegen Ferencváros 0:8.

### Spielergebnisse
| Halbfinale                | Halbfinale | Halbfinale           | Halbfinale |
| ------------------------- | ---------- | -------------------- | ---------- |
| Floridsdorfer AC          | 1:0 (0:0)  | Wiener AC            |            |
| FC Wien                   | 3:2 (2:1)  | First Vienna FC 1894 |            |
| Finale                    |            |                      |            |
| FC Wien                   | 0:0 n. V.  | Floridsdorfer AC     |            |
| Wiederholungsspiel Finale |            |                      |            |
| FC Wien                   | 1:2 (1:2)  | Floridsdorfer AC     |            |

## II. Liga

### Allgemeines
In der II. Liga spielten insgesamt 14 Mannschaften um den Aufstieg in die I. Liga, die während des gesamten Spieljahres je zweimal aufeinandertrafen. Der Tabellenerste Favoritner SC  konnte in die I. Liga aufsteigen. Durch die Teilung der II. Liga in zwei Staffeln in der folgenden Saison konnten alle Mannschaften auf dieser Leistungsstufe verbleiben.

### Abschlusstabelle
| Pl. | Verein                           | Sp. | S  | U | N  | Tore    | Diff. | Punkte |
| --- | -------------------------------- | --- | -- | - | -- | ------- | ----- | ------ |
| 1.  | Favoritner SC                    | 26  | 21 | 2 | 3  | 100:410 | +59   | 44     |
| 2.  | 1. Favoritner FC Vorwärts 06     | 26  | 14 | 5 | 7  | 067:430 | +24   | 33     |
| 3.  | SC Burgtheater                   | 26  | 15 | 3 | 8  | 064:550 | +9    | 33     |
| 4.  | Landstraßer Amateure             | 26  | 12 | 7 | 7  | 048:370 | +11   | 31     |
| 5.  | 1. Simmeringer SC                | 26  | 14 | 3 | 9  | 066:560 | +10   | 31     |
| 6.  | SC Metallum Wien                 | 26  | 11 | 4 | 11 | 068:570 | +11   | 26     |
| 7.  | Wiener Rasensportfreunde         | 26  | 10 | 5 | 11 | 059:670 | −8    | 25     |
| 8.  | SK Slovan Wien                   | 26  | 10 | 4 | 12 | 046:400 | +6    | 24     |
| 9.  | SC Bewegung XX                   | 26  | 8  | 8 | 10 | 069:640 | +5    | 24     |
| 10. | Brigittenauer AC                 | 26  | 9  | 6 | 11 | 061:700 | −9    | 24     |
| 11. | SC Neubau                        | 26  | 8  | 6 | 12 | 048:640 | −16   | 22     |
| 12. | Polizei SV Wien                  | 26  | 6  | 9 | 11 | 040:620 | −22   | 21     |
| 13. | Vienna Cricket and Football-Club | 26  | 6  | 4 | 16 | 053:820 | −29   | 16     |
| 14. | SC Gelb-Rot Wien                 | 26  | 2  | 4 | 20 | 035:820 | −47   | 08     |

## VAFÖ-Liga

### Allgemeines
Die Meisterschaft der Freien Vereinigung der Amateur-Fußballvereine Österreichs wurde von 12 Mannschaften in der VAFÖ-Liga bestritten, die während des gesamten Spieljahres je zweimal aufeinander treffen sollten. Die politischen Ereignisse des Jahres 1934 brachten es allerdings mit sich, dass nur die Herbstrunde der letzten VAFÖ-Liga-Saison fertig gespielt werden konnte. Sieger wurde überraschenderweise Phönix Schwechat, die erst zwei Runden vor Schluss erstmals die Tabellenspitze erklommen hatte. Die meisten VAFÖ-Vereine traten im Laufe dieser beziehungsweise der folgenden Saison dem ÖFB bei und wurden in der Regel in die II. Liga eingeteilt.

### Abschlusstabelle
| Pl. | Verein              | Sp. | Punkte |
| --- | ------------------- | --- | ------ |
| 01. | Phönix Schwechat    | 11  | 16     |
| 02. | SPC Helfort Wien    | 11  | 16     |
| 03. | SC Red Star Wien    | 11  | 15     |
| 04. | SpC Rudolfshügel    | 11  | 14     |
| 05. | SC Gaswerk Wien (M) | 11  | 13     |
| 06. | SK Neukettenhof (A) | 11  | 11     |
| 07. | Zentralverein Wien  | 11  | 11     |
| 08. | SC E-Werk Wien (A)  | 11  | 11     |
| 09. | SC Nord-Wien 1912   | 11  | 08     |
| 10. | FC Floridsdorf      | 11  | 08     |
| 11. | SKV Feuerwehr Wien  | 11  | 07     |
| 12. | ESV Ostbahn XI      | 11  | 02     |

## Amateurmeisterschaft
| Vorrunde           | Vorrunde | Vorrunde                       | Vorrunde | Vorrunde |
| ------------------ | -------- | ------------------------------ | -------- | -------- |
| SC St. Pölten      | 5:3      | SC Hutter & Schrantz Pinkafeld | 4:2      | 1:2      |
| Viertelfinale      |          |                                |          |          |
| SC St. Pölten      | 5:4      | Polizei SV Wien                | 3:0      | 2:4      |
| SK Sturm Graz      | 10:40    | Austria Klagenfurt             | 4:0      | 6:4      |
| Salzburger AK 1914 | 6:3      | SV Urfahr                      | 3:1      | 3:2      |
| FC Lustenau 07     | 3:5      | SV Hötting                     | 2:4      | 1:1      |
| Halbfinale         |          |                                |          |          |
| SC St. Pölten      | 2:5      | SK Sturm Graz                  | 1:1      | 1:4      |
| Salzburger AK 1914 | 6:4      | SV Hötting                     | 3:0      | 3:4      |
| Finale             |          |                                |          |          |
| Salzburger AK 1914 | 1:4      | SK Sturm Graz                  | 1:2      | 0:2      |

### Finaldaten
Hinspiel
| Salzburger AK 1914 – SK Sturm Graz 1:2 | Salzburger AK 1914 – SK Sturm Graz 1:2 |
| -------------------------------------- | --- |
| Daten                                  | 2. September 1934, SAK-Platz |
| Tore                                   | Salzburg: Josef Sollereder; Graz: Adolf Sever (2) |
| SAK                                    | Eduard Kainberger; Hubert Neuwirth, Josef Purer; Walter Summersberger, Adolf Laudon, Ernst Bacher; Josef Summersberger, Josef Sollereder, Erich Hojnik, Karl Kainberger, Anton Saghi |
| Sturm                                  | Alois Jesenitschnigg; Franz Krisper, Othmar Oroszy, Martin Lamoth, Leopold Kruschitz, Franz Kruschitz, Karl Hörzer, Josef Mikolic, Max Lamoth, Adolf Sever, Waldhauser               |

Rückspiel
| SK Sturm Graz – Salzburger AK 1914 2:0 | SK Sturm Graz – Salzburger AK 1914 2:0 |
| -------------------------------------- | --- |
| Daten                                  | 9. September 1934, Sturm-Platz |
| Tore                                   | Graz: Eduard Dellinger, Adolf Sever |
| Sturm                                  | Alois Jesenitschnigg; Franz Krisper, Othmar Oroszy, Martin Lamoth, Leopold Kruschitz, Franz Kruschitz, Karl Hörzer, Josef Mikolic, Max Lamoth, Adolf Sever, Eduard Dellinger      |
| SAK                                    | Eduard Kainberger; Hubert Neuwirth, Josef Purer; Walter Summersberger, Adolf Laudon, Ernst Bacher; Anton Saghi, Josef Sollereder, Johann Erlinger, Karl Kainberger, Karl Hlavacek |

## Landesligen

### Niederösterreich
Landesmeister von Niederösterreich wurde der SC St. Pölten.

### Oberösterreich-Salzburg
Abschlusstabelle
| Pl. | Verein              | Sp. | S  | U | N  | Tore    | Diff. | Punkte |
| --- | ------------------- | --- | -- | - | -- | ------- | ----- | ------ |
| 1.  | Salzburger AK 1914  | 18  | 16 | 1 | 1  | 076:230 | +53   | 33     |
| 2.  | Linzer ASK          | 18  | 16 | 0 | 2  | 092:280 | +64   | 32     |
| 3.  | SV Urfahr Linz      | 18  | 15 | 1 | 2  | 092:260 | +66   | 31     |
| 4.  | Welser SC           | 18  | 9  | 2 | 7  | 056:620 | −6    | 20     |
| 5.  | SC Hertha Wels      | 18  | 8  | 2 | 8  | 044:440 | ±0    | 18     |
| 6.  | SK Amateure Steyr   | 18  | 6  | 1 | 11 | 046:560 | −10   | 13     |
| 7.  | Germania Linz       | 18  | 5  | 2 | 11 | 041:510 | −10   | 12     |
| 8.  | SV Austria Salzburg | 18  | 4  | 4 | 10 | 042:630 | −21   | 12     |
| 9.  | Amstettener FK      | 18  | 2  | 1 | 15 | 019:730 | −54   | 05     |
| 10. | Sportfreunde Wels   | 18  | 2  | 0 | 16 | 025:107 | −82   | 04     |

### Steiermark
Abschlusstabelle
| Pl. | Verein                | Sp. | S  | U | N  | Tore    | Diff. | Punkte |
| --- | --------------------- | --- | -- | - | -- | ------- | ----- | ------ |
| 1.  | SK Sturm Graz         | 16  | 14 | 0 | 2  | 067:300 | +37   | 28     |
| 2.  | Grazer AK             | 16  | 12 | 1 | 3  | 054:250 | +29   | 25     |
| 3.  | WSV Donawitz          | 16  | 11 | 0 | 5  | 032:280 | +4    | 22     |
| 4.  | Grazer SC             | 16  | 10 | 1 | 5  | 083:300 | +53   | 21     |
| 5.  | Südbahn Graz          | 16  | 6  | 2 | 8  | 039:510 | −12   | 14     |
| 6.  | Austria-Greinitz Graz | 16  | 5  | 1 | 10 | 031:590 | −28   | 11     |
| 7.  | FC Graz               | 16  | 3  | 2 | 11 | 031:520 | −21   | 08     |
| 8.  | Hakoah Graz           | 16  | 3  | 2 | 11 | 024:690 | −45   | 08     |
| 9.  | SC Wacker Graz        | 16  | 3  | 1 | 12 | 027:400 | −13   | 07     |

### Tirol
Abschlusstabelle
| Pl. | Verein                 | Sp. | S | U | N | Tore    | Diff. | Punkte |
| --- | ---------------------- | --- | - | - | - | ------- | ----- | ------ |
| 1.  | SV Hötting             | 12  | 8 | 3 | 1 | 042:140 | +28   | 19     |
| 2.  | Innsbrucker AC         | 12  | 7 | 2 | 3 | 048:200 | +28   | 16     |
| 3.  | FC Veldidena Innsbruck | 12  | 7 | 0 | 5 | 034:280 | +6    | 14     |
| 4.  | Heeres SV Innsbruck    | 12  | 4 | 3 | 5 | 026:310 | −5    | 11     |
| 5.  | FC Wacker Innsbruck    | 12  | 3 | 4 | 5 | 023:300 | −7    | 10     |
| 6.  | SC Tirol Innsbruck     | 12  | 3 | 2 | 7 | 027:540 | −27   | 08     |
| 7.  | SV Hall                | 12  | 2 | 2 | 8 | 017:400 | −23   | 06     |

### Vorarlberg
Abschlusstabelle
| Pl. | Verein                 | Sp. | S  | U | N | Tore    | Diff. | Punkte |
| --- | ---------------------- | --- | -- | - | - | ------- | ----- | ------ |
| 1.  | FC Lustenau 07         | 10  | 10 | 0 | 0 | 046:500 | +41   | 20     |
| 2.  | FA Turnerbund Lustenau | 10  | 5  | 2 | 3 | 027:170 | +10   | 12     |
| 3.  | FC Dornbirn 1913       | 10  | 3  | 3 | 4 | 019:190 | ±0    | 09     |
| 4.  | FC Bregenz             | 10  | 3  | 3 | 4 | 020:240 | −4    | 09     |
| 5.  | FC Hag Lustenau        | 10  | 4  | 0 | 6 | 020:330 | −13   | 08     |
| 6.  | SpVgg Feldkirch        | 10  | 0  | 2 | 8 | 011:450 | −34   | 02     |